# Hadassa Ben-Itto
Hadassa Ben-Itto (16 de maio de 1926 - Jerusalém,15 de abril de 2018) foi uma escritora e jurista israelense. Ela ficou mais conhecida por seu livro best-seller A mentira que não morreria: Os Protocolos dos Sábios de Sião.
Nascida na Polônia, Ben-Itto foi juíza por 31 anos em Israel, período o qual deparou-se com inúmeras vezes com histórias sobre os "Protocolos dos Sábios de Sião", um livro que forja as minutas de uma inexistente reunião de judeus para discutir a denominação mundial.